# Sebastian Haffner
Sebastian Haffner (születési neve: Raimund Pretzel) (Berlin, 1907. december 27. – Berlin, 1999. január 2.)  német író, történész és újságíró.

## Ifjúkora
Berlin-Moabitban született. Apja komoly szakmai tekintélynek örvendő reformpedagógus és iskolaigazgató, a weimari köztársaság idején a porosz kultuszminisztérium hivatalnoka volt. Berlinben érettségizett, majd jogi tanulmányokba kezdett. A nemzetiszocialista hatalomátvétel után lélekben lemondott a jogi karrierről, mert úgy gondolta, hogy a diktatúra megsemmisítette a jogállamot. Ifjúkori visszaemlékezéseiben megemlíti egyik élményét, melyet a berlini porosz kamarai bíróságon élt át a Hitler-rezsim első hónapjaiban, amikor államvizsgájára készült, s amely befolyásolta döntését. Tanúja volt, amikor a kamarai bíróság SA-csoportjai zsidó jogászokat utasítottak ki a bíróságról, és tisztességben megőszült bírók támogatták a szinte tejfelesszájú nemzetiszocialista jogászok alaptalan vádaskodásait, mert féltek, hogy elveszíthetik nyugdíjukat. Szülei kedvéért fejezte be jogi tanulmányait. Doktori disszertációját 1934-ben írta Párizsban. Egy későbbi interjúban elárulta, hogy az emigráció gondolata már Párizsban felmerült benne.
Miután visszatért Németországba, csak alkalmanként vállalt jogászi feladatokat, legtöbbször ügyvédeket helyettesített. Elsősorban újságírásból élt. Azért, hogy ne kelljen szolgálnia a náci propagandát, divatújságoknak és különböző napilapok politikamentes tárcarovatainak írt.

## Emigráció és a második világháború
Úgy gondolta, hogy még a politikamentes munka is a náci rendszert szolgálja. Ezzel indokolta emigrációba vonulását. Anglia a nagy gazdasági világválság elhúzódása miatt szigorú menekültpolitikát folytatott. Az Ullstein Kiadó megbízásából utazott 1938-ban menyasszonyával Nagy-Britanniába. Menedékjogot kértek arra hivatkozva, hogy lehetetlen visszatérniük Németországba, ahol Erika Landry zsidónak számít (meg volt győződve arról, hogy csupán adminisztrációs hiba miatt tekintették a lányt zsidónak). Egy évre szóló átmeneti tartózkodási engedélyt kaptak, de közben kitört a második világháború.
1939-ben kezdte el írni ifjúkori élményeit Egy német története – Emlékeim (1914-1933) (Geschischte eines Deutschen) címmel. Eredetileg a nemzetiszocialista ideológiát akarta leleplezni. Az írást azonban abbahagyta, mert rájött, hogy a könyv nem elég erős publicisztikai fegyver. Helyette írta meg kézikönyvszerű módon a Germany. Jekyll and Hyde c. művét, amelyben a náci állam szociogramját (szociometria), azaz a lakosság kapcsolatrendszerét vázolta fel. Szerinte a lakosság 20%-a nemzetiszocialista, 40%-a „lojális”, 35%-a „illojális”, 5%-a pedig ellenzéki volt. Leírta továbbá ezeknek a társadalmi csoportoknak a jellemzőit, és ismertette azt is, hogy milyen jellegű propagandával befolyásolhatók illetve győzhetők le. Hitlerről is készített jellemrajzot, és nagyon találóan megjósolta már 1940-ben a Führer öngyilkosságát is. A Jekyll and Hyde-ot már álnéven írta, amely kombinálta Johann Sebastian Bach második keresztnevét és Mozart: 35. szimfónia Haffner becenevét. A könyv rendkívül pozitív visszhangot keltett Angliában. Winston Churchill is olvasta, sőt ajánlott olvasmányként javasolta minisztereinek is.
A könyv megjelenése után újságíróként dolgozott a brit kormány által alapított Die Zeitung német nyelvű újságnál. Bibliapapíron nyomtatott példányai a tengerentúlon is kaphatók voltak, illetve Németország felett a Brit Királyi Légierő szórta szét. 1942-ben a The Observer szerkesztőségében kezdett dolgozni. Rövid időn belül David Astor főszerkesztő és a The Observer későbbi kiadójának egyik legszorosabb munkatársa lett. A London Sunday is közölte cikkeit. Később a The Observer főszerkesztője lett.

## A háborút követő időszak

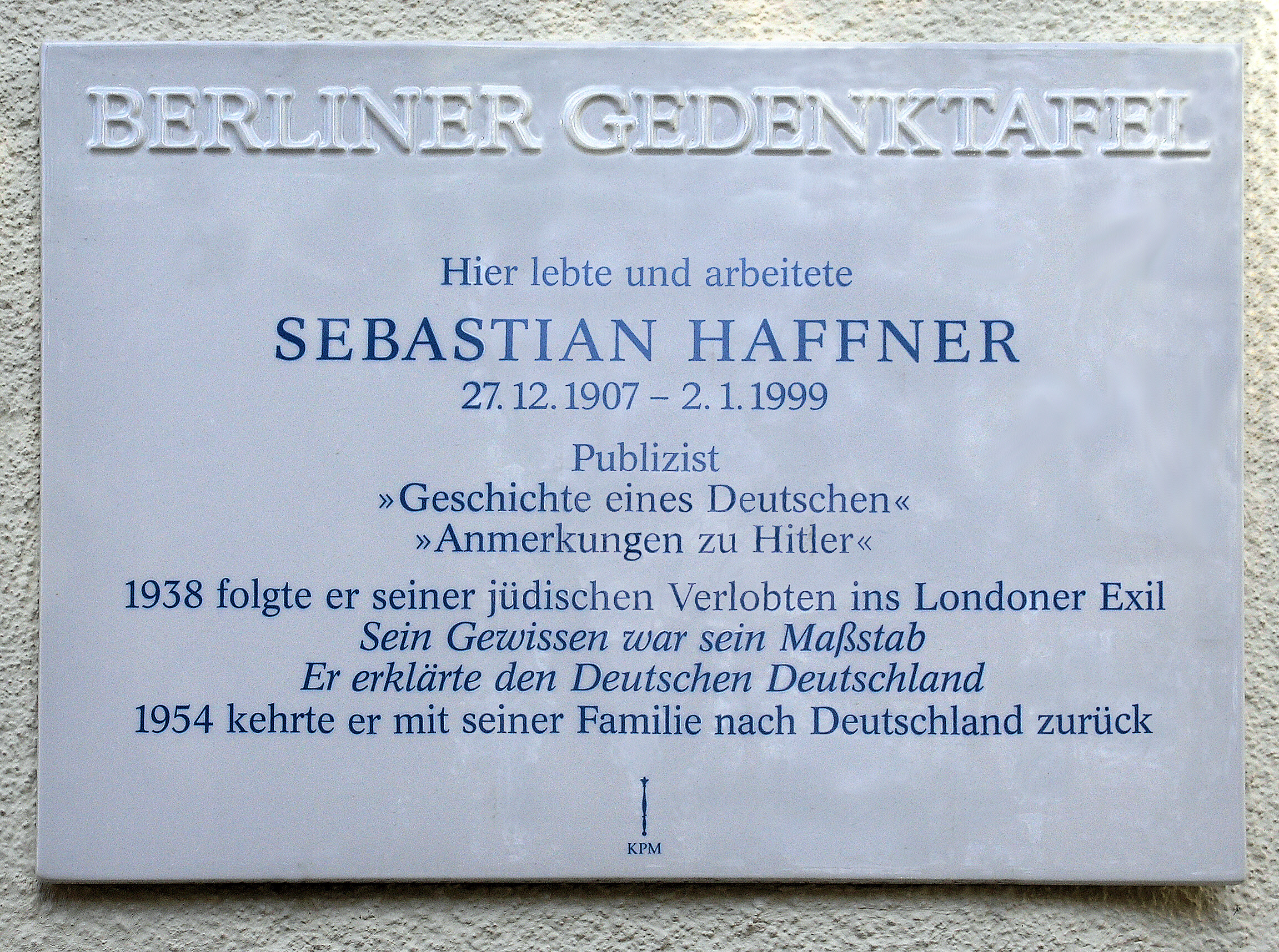
Emléktáblája Berlinben

A háború befejeződése után brit állampolgár lett, és továbbra is a The Observernél újságíróskodott. 1954-ben az újság berlini tudósítójává nevezték ki. 1961-ben elhagyta a szerkesztőséget, mert nézeteltérése támadt Astorral a kettéosztott Berlin miatt. A Christ und die Welt és a Die Zeit újságokba írt. 1962 és 1975 között a Stern egyik rovatvezetője volt, és a konkret baloldali politikai és kulturális folyóiratban jelentek meg könyvkritikái.
Nem voltak merev politikai nézetei, a bal- illetve jobboldal között lavírozott. Az 1950-es években kommunista‑ellenesség jellemezte, az 1960-as években közeledett a baloldalhoz. 1968-ban támogatta a baloldali diák- és polgárjogi mozgalmakat, és kiállt a sajtó szabadsága mellett a Spiegel-ügy kapcsán. Állandó meghívottja volt különböző televíziós műsoroknak is.
1960 és 1980 között számos művet írt, melyek elsősorban a német nemzetállam történetével foglalkoztak. 1978-ban jelent meg Megjegyzések Hitlerhez című könyve, mely rendkívül nagy érdeklődést keltett. Számos kitüntetést kapott. 1999-ben hunyt el 91 éves korában.

## Művei
- Germany. Jekyll & Hyde, London, 1940
- Die sieben Todsünden des Deutschen Reiches im Ersten Weltkrieg, Hamburg, 1964
- Winston Churchill, Reinbek bei Hamburg, 1967
- Der Teufelspakt: 50 Jahre deutsch-russische Beziehungen, Reinbek bei Hamburg, 1968
- Die verratene Revolution – Deutschland 1918/19, Hamburg, 1969
- Anmerkungen zu Hitler, Frankfurt am Main, 1978
- Der Vertrag von Versailles, München, 1978
- Preußen ohne Legende, Hamburg, 1979
- Überlegungen eines Wechselwählers, München, 1980
- Preußische Profile, Königstein im Taunus, 1980 ( Wolfgang Venohr-ral közösen)
- Sebastian Haffner zur Zeitgeschichte, München, 1982
- Im Schatten der Geschichte. Historisch-politische Variationen, Stuttgart, 1985
- Von Bismarck zu Hitler: Ein Rückblick, München, 1987
- Zwischen den Kriegen. Essays zur Zeitgeschichte, Berlin, 1997
- Geschichte eines Deutschen. Die Erinnerungen 1914–1933, Stuttgart & München, 2000
- Der Neue Krieg, Berlin, 2000
- Die Deutsche Frage. 1950–1961. Von der Wiederbewaffnung bis zum Mauerbau, Frankfurt am Main, 2002
- Schreiben für die Freiheit. 1942–1949. Als Journalist im Sturm der Ereignisse, Frankfurt am Main, 2003
- Das Leben der Fußgänge. Feuilletons 1933–1938, München, 2006

## Magyarul megjelent művei
- Megjegyzések Hitlerhez; előszó Guido Knopp, ford. Győri László; Európa, Bp., 2002 (Mérleg) ISBN 9630771276
- Churchill. Életrajz; ford. Győri László; Európa, Bp., 2003 (Mérleg) ISBN 963-07-7298-1
- Egy német története. Emlékeim, 1914–1933; ford. Liska Endre, versford. N. Kiss Zsuzsa; Európa, Bp., 2005 ISBN 9630778661
- Az elárult forradalom. Németország, 1918–19; ford. Liska Endre; Európa, Bp., 2007 ISBN 9630782197
- A Német Birodalom hét főbűne az első világháborúban; ford. Liska Endre; Európa, Bp., 2008 ISBN 9789630785013
- Poroszország egy porosz szemével; ford., utószó Liska Endre; Európa, Bp., 2010 ISBN 978-963-07-8694-2

## Fordítás
- Ez a szócikk részben vagy egészben  a   Sebastian Haffner című német Wikipédia-szócikk fordításán alapul.  Az eredeti cikk szerkesztőit annak laptörténete sorolja fel. Ez a jelzés csupán a megfogalmazás eredetét és a szerzői jogokat jelzi, nem szolgál a cikkben szereplő információk forrásmegjelöléseként.